# Helmut Höge
Helmut Höge (* 18. Oktober 1947 in Bremen) ist ein deutscher Journalist und Schriftsteller. Er ist Redakteur der tageszeitung (taz).

## Leben

Helmut Höge bei einer Lesung im Literaturhaus Hamburg, Okt. 2014

In seiner Jugend arbeitete Höge u. a. als Übersetzer bei einem Radiosender der US Air Force und als Tierpfleger im Bremer Zoo. 1968 war er Teil der Bremer Schülerbewegung. Nachdem Höge vor dem Wehrdienst zunächst nach Schweden, dann nach West-Berlin ausgewichen war, wurde er 1969 wegen Fahnenflucht in Berlin angeklagt. Ab 1970 lebte er in der Berliner Wannseekommune und beteiligte sich dort an den Zeitschriften Die soziale Revolution ist keine Parteisache und Hundert Blumen.
Sein journalistisches Engagement galt in den Folgejahren verschiedenen Autonomen- und Beatnikblättern wie der Lila Eule, dem Informations-Dienst zur Verbreitung unterbliebener Nachrichten, Ulcus Molle Info und dem Pflasterstrand. Währenddessen immatrikulierte sich Helmut Höge immer wieder an verschiedenen Hochschulen, wie der PH Berlin, der FU Berlin, an der Universität Paris VIII in Vincennes sowie an der Universität Bremen und führte ein autodidaktisches Universalstudium. Der marxistische Theoretiker Alfred Sohn-Rethel war ihm während seiner Studienzeit in Bremen ein Mentor. 1978 entstand der erste Kontakt zur taz. Seinen Unterhalt verdiente er in erster Linie noch als Tutor. Er erwarb keinen Studienabschluss.
Höges schriftstellerische Tätigkeit begann während seiner Studienzeit mit der Herausgabe der Zeitschrift Neues Lotes Folum im Bremer Impuls-Verlag. Dieses frühe Werk ist bestimmt durch die Theorien Gilles Deleuzes, Félix Guattaris und Michel Foucaults sowie durch den französischen Situationismus. Besonders die Verwendung der Digression als literarisches Stilmittel und das situationistische Motiv der Zweckentfremdung unterstreichen dies. Exemplarisch treten sie in der Verwendung von Fußnoten auf, die teils über mehrere Seiten ausgeführte Subtexte bilden. Ebenfalls typisch ist die Integration von Zitaten in den Fließtext ohne Quellenangaben. Diese Arbeitsweisen gehen auf das von Deleuze und Guattari 1977 in ihrem Hauptwerk Tausend Plateaus: Kapitalismus und Schizophrenie entwickelte poststrukturalistische Rhizom-Prinzip zurück, das als Alternative zur hierarchischen Konstruktion von Wissen verstanden wird. Wie schon seine journalistischen Texte veröffentlicht Höge die drei Bände des Neuen Loten Folums pseudonym bzw. unter fiktiven Gruppennamen.
Die Grenzen zwischen Journalismus und literarischer Autorschaft sind bei Helmut Höge fließend. 1984 erscheint im Rotbuch-Verlag sein erster Roman Vogelsberg: Endlosroman unter dem Pseudonym „Agentur Standard Text“. Das Buch vermittelt Höges Erfahrungen im Vogelsberg im Allgemeinen und in einer hessischen Landkommune im Besonderen in Form journalistischer Recherchen verbunden mit fiktionalen Erzählungen. Nahezu zeitgleich veröffentlicht er in der Anthologie Mammut: Märztexte 1 und 2 des März-Verlags von Jörg Schröder einen Text mit dem Titel „The Glühbirnen-Fake“ unter dem Pseudonym „Helke Schwan“. (Weitere Pseudonyme von Höge waren beispielsweise „W. Meier“, „Ha.Ha.“, „C. Sciolti“, „P. Acerbo“, „flora soft“ und „A. Mijn Jong“.) Er setzte dabei auf ein Konzept Michel Foucaults, das dieser in einem Interview mit Christian Delacampagne erörtert hat („Der Maskierte Philosoph“). Sein zweites Buch Babelsberg: Eine Endlosrecherche, erschien 1991 als Fortsetzung von Vogelsberg: Endlosroman im Verlag Edition Nautilus.
Nach der Wende war Höge bei dem ostdeutschen Glühlampenhersteller Narva an der Herausgabe einer Betriebszeitung beteiligt und engagierte sich für die Rettung des Betriebs. Seine Erfahrungen verarbeitete er in Essays und Reportagen in Babelsberg: Eine Endlosrecherche und im erstmals 1997 im Verlag BasisDruck erschienenen Buch Berliner Ökonomie: Prols und Contras. Gegenüber seinen früheren Werken zeichnet es sich durch den Verzicht auf Fiktion aus. Höge war Mitglied der Spaßpartei Kreuzberger Patriotische Demokraten/Realistisches Zentrum.
2004 veröffentlichte er das Buch Neurosibirsk im Verlag Peter Engstler, in dem er von seinen Reisen im asiatischen Raum berichtet. Wölfe – Partisanen – Prostituierte, erschien 2007 im Kulturverlag Kadmos. Nachdem bereits eine Der kleine Brehm betitelte Serie von Broschüren seit 2012 Beobachtungen verschiedener Tiere vorgestellt hat, folgte 2018 Die lustige Tierwelt und ihre ernste Erforschung im Westend Verlag.
Die von ihm selbst so bezeichnete „Glühbirnenforschung“ war inspiriert durch Thomas Pynchons Roman Die Enden der Parabel und Höges Beschäftigung mit Narva in den 1990er Jahren. 2001 erschien in Zusammenarbeit mit Peter Berz und Markus Krajewski Das Glühbirnenbuch im Verlag Edition selene. Höge übernahm auch die Rolle eines Journalisten in Robert Bramkamps Film Prüfstand 7 (2001), der zu großen Teilen auf Pynchons Roman basiert.
Mit seinem Text über Poller untersucht Höge die Möglichkeiten der Umgestaltung bzw. Zweckentfremdung des urbanen Raums. Seine Ergebnisse vereint Höge unter dem Sammelbegriff „Hausmeisterkunst“ auf seinem taz-Blog „Hier spricht der Aushilfshausmeister“.
Höge hat neben zwei Kolumnen in der taz, für die er seit 1997 schreibt, eine in der linken Tageszeitung junge Welt (Wirtschaft als das Leben selbst). Er schrieb für Die Zeit und schreibt mitunter für den Freitag und die Frankfurter Rundschau und auch für Die Aktion und Jungle World. Höge publizierte in Sklaven und in Der Alltag. 2006 war er an der Gründung der Super Nomad beteiligt, einer mongolisch-deutschen Zeitschrift.

## Autorenförderung
1998 lernte Helmut Höge Wladimir Kaminer auf einer Tagung zum Thema „Osteuropa im Wandel zwischen Revolution und Konterrevolution“ kennen. Höge vermittelte Kaminer die Beschäftigung als Kolumnist bei der taz und 1998 erschien dort dessen erster Text. Im Goldmann Verlag veröffentlichten sie 2002 ihr Gemeinschaftswerk Helden des Alltags: Ein lichtbildgestützter Vortrag über die seltsamen Sitten der Nachkriegszeit, in dem Kaminer kleine Texte zu Fotografien schrieb, die Höge aus seinem Diaarchiv zur Verfügung stellte.
Zu einer Buchveröffentlichung führte auch eine Bekanntschaft Höges mit der Ukrainerin Lilli Brand. Unter dem Titel Transitgeschichten erschien deren Buch 2006 in der Deutschen Verlags-Anstalt.

## Auszeichnungen
- Ben-Witter-Preis 2014[9][10]

## Publikationen
- Agentur Standard Text: Vogelsberg. Endlosroman. Erster Teil. Rotbuch, Berlin 1984, ISBN 3-88022-289-4.
- Bismarc Media: Babelsberg. Eine Endlos-Recherche. Edition Nautilus, Hamburg 1991, ISBN 3-89401-184-X.
- Berliner Ökonomie. Prols und Contras. BasisDruck, Berlin 1997, ISBN 3-86163-066-4.
- Peter Berz, Helmut Höge, Markus Krajewski: Das Glühbirnenbuch.  2. Auflage Braunmüller, Wien 2011, ISBN 978-3-991000-38-9.
- mit Wladimir Kaminer: Helden des Alltags. Ein lichtbildgestützter Vortrag über die seltsamen Sitten der Nachkriegszeit. Goldmann, München 2002, ISBN 3-442-54183-2.
- Neurosibirsk. Engstler, Ostheim vor der Rhön 2004, ISBN 978-3-929375-59-6.
- Wölfe. Partisanen. Prostituierte. Kadmos, Berlin 2007, ISBN 978-3-931659-80-6.
- Pollerforschung. Hrsg. mit einem Nachwort von Philipp Goll (= Kleine Siegener Helmut Höge-Ausgabe, Bd. 1). Siegen, Universi 2010 (= MuK. Massenmedien und Kommunikation, Bd. 179/180), ISSN 0721-3271;[11]
  - 2. Aufl. mit Nachworten von Ann Cotten u. a. Adocs, Hamburg 2018, ISBN 978-3943253-20-7.
- Reihe kleiner Brehm. Teil 1: Spatzen. Peter Engstler, Ostheim/Rhön 2012, ISBN 978-3-941126-20-6 (weitere Teile in den Folgejahren über: Gänse, Pferde, Schwäne, Hunde, Affen, Elefanten, Bienen, Kühe, Fische, Rabenvögel …).
- Die lustige Tierwelt und ihre ernste Erforschung. Westend, Frankfurt am Main 2018, ISBN 978-3-86489-231-8.